# Podharádszky Károly
Nemes-podhragyi Podharádszky Károly (Névváltozatok: Podharadszky; Podhradszky; Podhorszky; Lugos, 1824. január 23. – Lugos, 1912. május 5.) magyar jogász és ügyvéd, majd az 1848–49-es forradalom és szabadságharc idején önként beállt a honvédseregbe, őrmesteri, hadnagyi, főhadnagyi, majd századosi rangban teljesített szolgálatot.

## Életútja
Jogász családban született, apja, id. Podharádszky Károly Krassó megye főügyésze volt. A fiú Podharádszky Károly követte apja pályáját, már ügyvéd volt, amikor beállt a honvédseregbe. Őrmester volt a 25. honvédzászlóaljban, majd hadnagy 1849 februárjától ugyanitt a Központi Mozgó Seregnél. A II. hadtestben júniustól főhadnagy, júliustól százados. Világos után a komáromi vár őrségével tette le a fegyvert, így a komáromi menlevelesekkel hagyta el az országot és jutott ki 1851-ben Amerikába, ahol Bostonban fametszéssel, majd fényképezéssel foglalkozott, később New Yorkban dolgozott, mint fényképész.
Amerikában igen szerény anyagi körülmények közt élt, de még így is igyekezett segíteni még szegényebb sorsú magyar emigráns társainak. Erről ír emlékirataiban Ács Gedeon református lelkész. Podharádszky New York-i fényképész műtermében Ács Gedeont is foglalkoztatta, legjobban az a műterem prosperált, amelyet Podharádszky, Berzenczey László és Ács Gedeon együtt üzemeltetett. 1860-ban meg is nősült Podharádszky. A házasság miatt kiköltözött abból a házból (53 East Broadway), amelyben az Áccsal szomszédos padlásszobában lakott. 1865-ben tért haza Lugosra, ügyvédi praxist folytatott, később törvényszéki bíró lett. 1867/68-tól a Krassó megyei honvédegylet tagjaként működött.